# Trilogy (Emerson-Lake-&-Palmer-Album)
Trilogy ist das dritte Studioalbum der britischen Progressive-Rock-Band Emerson, Lake and Palmer. Es wurde in den Advision Studios in London aufgenommen und 1972 veröffentlicht.

## Musik und Cover
Anders als das vorhergehende Album Pictures at an Exhibition enthält Trilogy nur ein neuarrangiertes Stück: Hoedown aus dem Ballett Rodeo von Aaron Copland. Hoedown und The Sheriff gehörten längere Zeit zum Liveprogamm von Emerson, Lake and Palmer und sind auch auf dem Livealbum Welcome Back… von 1974 zu hören. Das letzte Stück des Albums, Abaddon’s Bolero, weist mit seinem Crescendo und dem Auftreten von immer mehr Instrumenten (hier durch Overdubs realisiert) Ähnlichkeiten mit dem Boléro von Maurice Ravel auf.

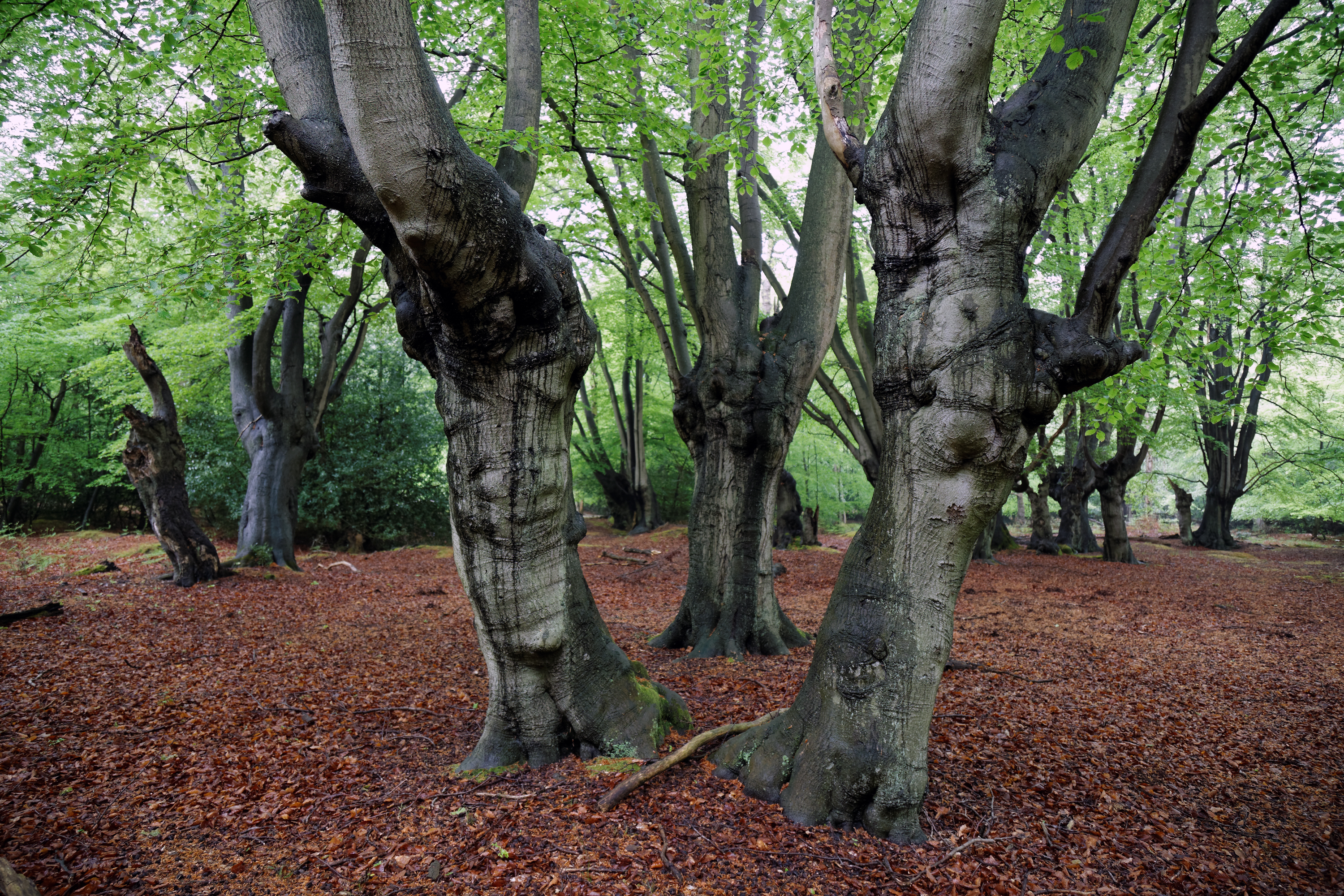
Die Stelle im Epping Forest, an dem die Fotos für die Innenseite des ursprünglichen Plattencovers aufgenommen wurden

Das Klappcover wurde von der britischen Firma Hipgnosis gestaltet. Auf der Vorderseite befindet sich ein Gemälde der Bandmitglieder im Dreiviertelprofil von Phil Grennell, im Innern eine Fotomontage, die die Band vervielfacht in einem Herbstwald zeigt. Die Fotos dafür wurden im Epping Forest im nördlichen London aufgenommen. Ursprünglich sollte das Titelcover vom spanischen Künstler Salvador Dalí gestaltet werden, der dafür 50.000 Dollar verlangte, woraufhin dieses Vorhaben fallengelassen wurde.

## Rezeption
Das Album belegte Platz 2 in den britischen Charts, Platz 5 in den Billboard 200, und das als Single veröffentlichte Lied From the Beginning erreichte Platz 39 in den Billboard Hot 100.
François Couture von allmusic schrieb, dass die Gruppe hier im Vergleich zu den früheren Alben das an Reife gewonnen habe, was sie an „roher Energie“ verloren hat. Für Prog-Rock-Neulinge sei es ein weniger bedrohlicher Einstieg. Er gab dem Album vier von fünf möglichen Sternen.

## Titelliste
Seite 1:
1. The Endless Enigma, Pt. 1 (Emerson, Lake) – 6:41
2. Fugue (Emerson) – 1:57
3. The Endless Enigma, Pt. 2 (Emerson, Lake) – 2:03
4. From the Beginning (Lake) – 4:16
5. The Sheriff (Emerson, Lake) – 3:22
6. Hoedown (Copland arr. von Emerson, Lake & Palmer) – 3:47

Seite 2:
1. Trilogy (Emerson, Lake) – 8:54
2. Living Sin (Emerson, Lake, Palmer) – 3:13
3. Abaddon’s Bolero (Emerson) – 8:07

Auf der CD-Veröffentlichung von 2002 ist zusätzlich noch eine Liveaufnahme von Hoedown enthalten.